# سرخرگ‌های فوق‌کلیوی میانی
سرخرگ‌های فوق‌کلیوی میانی (به انگلیسی: middle capsular arteries; suprarenal arteries) شامل ۲ سرخرگ هستند که هریک از یک طرف از آئورت شکمی که رو به روی سرخرگ مزانتریک بالایی قرار دارد جریان می‌گیرند. پس از گذشت از پایه دیافراگم (به انگلیسی: Crus of diaphragm) به غده فوق کلیوی می‌رسند و سپس به سرخرگ کلیوی و سرخرگ حاجزی تحتانی متصل می‌شوند.